# القلات (المفلحي)

تعديل مصدري - تعديل

القلات هي إحدى قرى عزلة المفلحي بمديرية المفلحي التابعة لمحافظة لحج، بلغ تعداد سكانها 20 نسمة حسب تعداد اليمن لعام 2004.